# Scorțaru Nou
Scorțaru Nou est une commune du județ de Brăila en Roumanie.